# Zomergasten (televisieprogramma)
Zomergasten is een Nederlands televisieprogramma van de VPRO dat elk jaar in de zomer rond de maand augustus op zes zondagavonden rechtstreeks wordt uitgezonden. Het programma bestaat sinds 1988. In een avondvullend programma mag iedere zondag een bekende of interessante Nederlander, Vlaming of andere Nederlandssprekende buitenlander zijn of haar favoriete televisieavond samenstellen. De gast komt meestal uit de literatuur, wetenschap, televisiesector, politiek of het bedrijfsleven. De gekozen fragmenten worden getoond en aan de hand daarvan wordt de gast geïnterviewd door een interviewer/presentator. Jaarlijks wordt in het voorjaar bekendgemaakt wie dat jaar de presentator/interviewer zal zijn en in juli wordt bekendgemaakt welke zes gasten geïnterviewd zullen worden.
Het programma is gaandeweg uitgegroeid tot een van de bekendste tv-programma's van de Nederlandse publieke omroep. Van 2003 tot 2024 werd na elke aflevering een film uitgezonden die door de gast van de avond was uitgekozen. In 2025 wordt in plaats daarvan op de maandagavond na elke aflevering op NPO 2 Extra een door de gast uitgekozen documentaire of concert uitgezonden.
Gasten waren onder anderen Ilja Leonard Pfeijffer (2020), Eberhard van der Laan (2017), Arjen Lubach (2016), Reinbert de Leeuw (2014), Paul Verhoeven (2010), Jaap van Zweden (2009), Bram Moszkowicz (2007), Robbert Dijkgraaf (2005), Theo Maassen (2004), Sonja Barend (1999), Arnon Grunberg (1997), Harry Mulisch (1995), Ernst van de Wetering (1993), Ischa Meijer (1992) en Sienie Strikwerda (1988).
Vanaf 2005 tot begin 2012 was er ook een winterse variant: Wintergasten (begonnen als Wereldgasten). Deze winterse variant keerde terug in de laatste week van 2021 en wordt vanaf 2023 jaarlijks uitgezonden in de eerste week van het kalenderjaar. In deze versie worden internationale gasten anderhalf uur geïnterviewd.

## Geschiedenis
Het programma kwam in 1988 tot stand naar een idee van Krijn ter Braak. De functie van presentator annex interviewer werd uitgeoefend door de toen 37-jarige journalist Peter van Ingen. De opnamen werden gemaakt in een televisiestudio binnen de Amsterdamse Plantage, in een huiselijke opstelling met twee fauteuils waar een tv-toestel naast stond. Van Ingen is tot 1995 als presentator verbonden geweest aan het programma en keerde in 2003 terug om tot en met 2015 als eindredacteur aan Zomergasten verbonden te zijn.

### Presentatoren/interviewers
Op 3 juli 1988 ontving Van Ingen de eerste zomergast: televisiepresentator en kunstjournalist Pierre Janssen. Destijds duurden de afleveringen vier uur en volgden ze direct op het NOS Journaal of werden ze daardoor onderbroken; interviewer en geïnterviewde hadden de nieuwsuitzending eveneens gezien en zouden er in sommige gevallen bij (her)aanvang ook commentaar op leveren. Alle uitzendingen worden daadwerkelijk rechtstreeks uitgezonden.
Na het vertrek van Van Ingen volgden Freek de Jonge, Wim T. Schippers, Hanneke Groenteman, Adriaan van Dis, Joost Zwagerman, Connie Palmen, Joris Luyendijk, Paul de Leeuw, Bas Heijne, Margriet van der Linden, Jelle Brandt Corstius, Jan Leyers, Wilfried de Jong, Thomas Erdbrink en Janine Abbring. In 2023 was Theo Maassen presentator. Hij zou het programma ook in 2024 gaan presenteren, maar de VPRO zag daar vanaf nadat Maassen uit principe niet publiekelijk wilde reageren op berichtgeving in roddelblad Privé dat hij huiselijk geweld zou hebben gepleegd. Adriaan van Dis zou hem vervangen, maar die zegde eind juni op doktersadvies om gezondheidsredenen af. Hij had naar eigen zeggen last van "extreme duizelingen". Het seizoen 2024 werd in plaats daarvan elke aflevering door een andere 'oudgediende' presentator verzorgd. Hiermee was dit het tot nu toe enige seizoen zonder vaste presentator. Voor 2025 werd Griet Op de Beeck aangetrokken.
Op 2 september 2007 presenteerde Paul de Leeuw een jubileumaflevering van Zomergasten, omdat het programma twintig jaar bestond en er honderd gasten waren geweest. In deze uitzending kwamen kijkers zelf aan bod met een favoriet film- of televisiefragment. In 2012 was er voor het eerst een Vlaamse presentator: Jan Leyers.
Sinds 2015 hangt het portret van Peter van Ingen in the Wall of Fame van het Nederlands Instituut voor Beeld en Geluid als eerbetoon aan Zomergasten. Met de Wall of Fame – een glazen wand in het atrium van Beeld en Geluid met portretten ontworpen door Jaap Drupsteen – eert Beeld en Geluid programma-, film- en documentairemakers die een prominente rol spelen in de Nederlandse omroepgeschiedenis en hier een oeuvreprijs voor hebben ontvangen. Met de in 2014 toegekende Ere Zilveren Nipkowschijf werd sinds 2015 ook Zomergasten vereeuwigd in dat monument.
In 2017 werd aan presentator Janine Abbring de Sonja Barend Award toegekend voor het interview met Eberhard van der Laan.
In 2025 was het Zomergasten-interview met Özcan Akyol aanleiding voor kritiek van Omroep MAX-directeur Jan Slagter, de omroep waar Akyol het tv-programma Sterren op het Doek presenteert. Slagter stelde de dag na de uitzending niet meer met Akyol als presentator verder te willen. De omroepdirecteur vond het onbegrijpelijk dat Akyol in Zomergasten geen excuses had aangeboden voor zijn opmerking vorig jaar op tv bij Humberto Tan dat hij videobeelden had gezien van "niet zo gezellig gedrag" van Matthijs van Nieuwkerk, wat hij volgens Slagter had verzonnen. Akyol had volgens Slagter zijn contract bij de omroep te danken aan Van Nieuwkerk en het tv-programma De Wereld Draait Door dat door Van Nieuwkerk werd gepresenteerd. Slagter gaf aan het contract met Akyol niet te willen verlengen.